# IC 3414
IC 3414 је спирална галаксија у сазвјежђу Дјевица која се налази на листи објеката дубоког неба у Индекс каталогу.
Деклинација објекта је + 6° 46' 12" а ректасцензија 12h 29m 28,9s. Привидна величина (магнитуда) објекта IC 3414 износи 13,2 а фотографска магнитуда 13,8. IC 3414 је још познат и под ознакама UGC 7621, MCG 1-32-79, CGCG 42-129, VCC 1189, PGC 41166.